# Skäggbrosme
Skäggbrosme (Urophycis chuss) är en fisk i familjen skärlångefiskar som finns i nordvästra Atlanten. 

## Utseende
Skäggbrosmen är en skärlångefisk som har två ryggfenor, en främre, kortare, vars första fenstråle är tydligt förlängd, och en bakre, längre. Färgen varierar, men är vanligtvis olivbrun till rödaktig på ovansidan, ibland mycket mörk eller marmorerad. Undersidan är ljusare, ibland med mörkare fläckar. Gällocket har en mörk fläck. Längden når upp till 66 cm, och största vikten är 3,6 kg. Arten är mycket lik vitbrosme (U. tenuis), och var speciellt förr en förväxlingsart till denna.

## Vanor
Arten föredrar mjuka bottnar, och är mycket sällsynt på grus- och stenbotten. Den är inte uteslutande bunden till bottnen, utan kan också uppträda pelagiskt. Den föredrar emellertid att vistas i existerande eller utgrävda fördjupningar. Arten kan gå så djup som 1 150 m, men håller sig vanligen mellan 110 och 130 m. Ungfiskar vistas på grunt vatten, 4 – 6 m. Den företar även årstids- och djupberoende migrationer; på sommaren drar den sig till djupare vatten. Tillväxten är mycket snabb, och arten kan som mest bli 14 år gammal. Få uppnår dock en ålder över 8 år.

### Föda
Larverna lever framför allt på små kräftdjur som hoppkräftor. Ungfiskarna är nattaktiva och fångar räk- och krabblarver, pungräkor, lysräkor och märlkräftor som de lokaliserar med hjälp av kemoreceptorer på käktömmar och fenor. Även havsborstmaskar och pilmaskar kan ingå i födan. Också de vuxna fiskarna tar kräftdjur, men utökar dieten med fiskar (även ungar av den egna arten) och bläckfiskar.

### Fortplantning
Arten blir könsmogen vid knappt 2 års ålder. Leken sker vid en vattentemperatur mellan 5 och 10C från april (juni i norra delen av utbredningsområdet) till november, med en topp under maj – juni (juli – augusti i norra delen). Äggen, som kläcks efter 3 till 7 dygn, är pelagiska.

## Utbredning
Skäggbrosmen lever i västra Atlanten från södra Nova Scotia i Kanada till North Carolina i USA. Tidigare rapporterade, fåtaliga fynd i Europa har sannolikt varit vitbrosme.

## Ekonomisk betydelse
Arten fiskas kommersiellt; fisket har tidigare varit betydande, men har avtagit sedan 1970-talet. Den säljs både färsk och frusen, och används även som djurfoder. Också sportfiske förekommer.